# 喜點

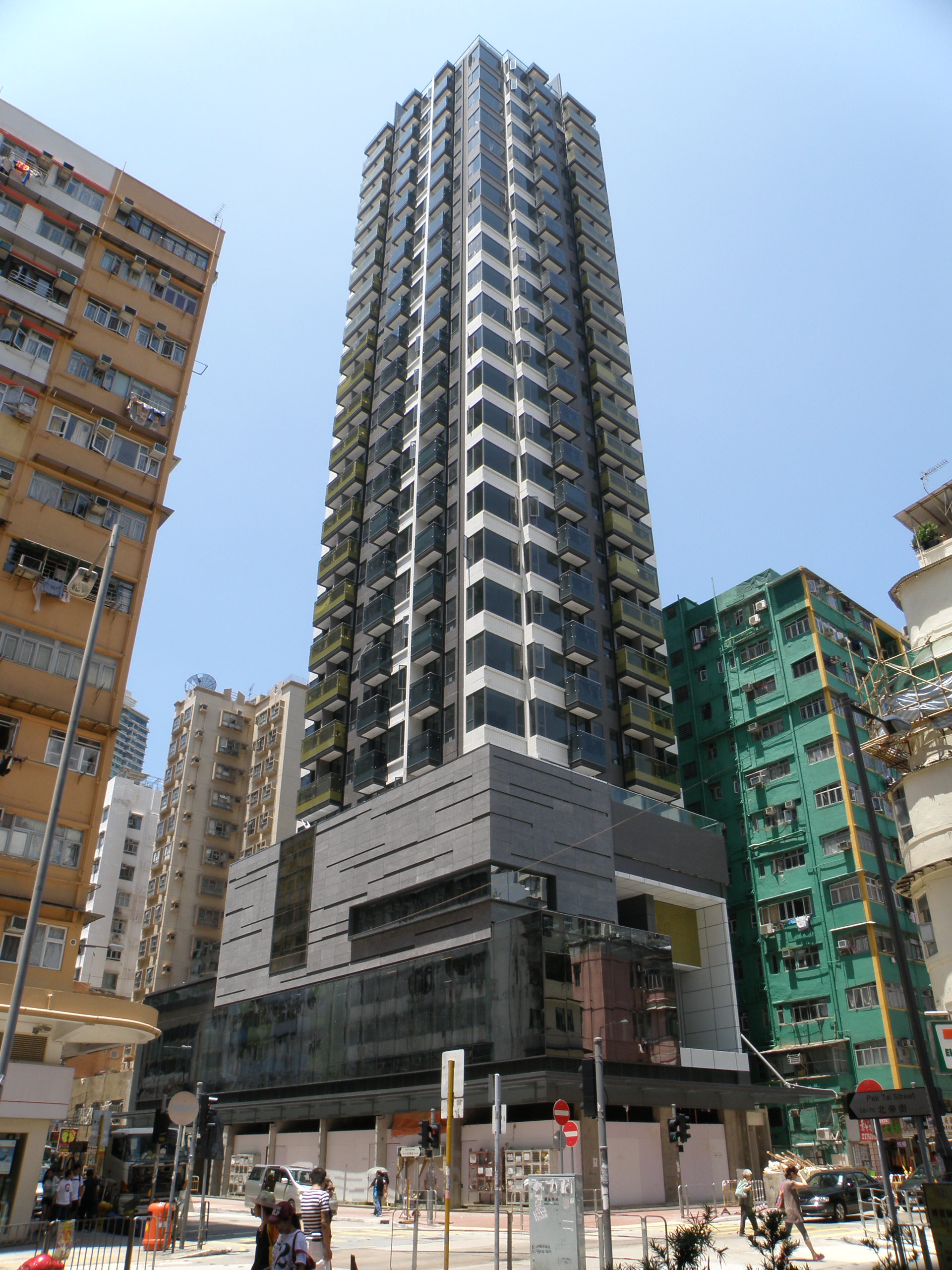
喜點

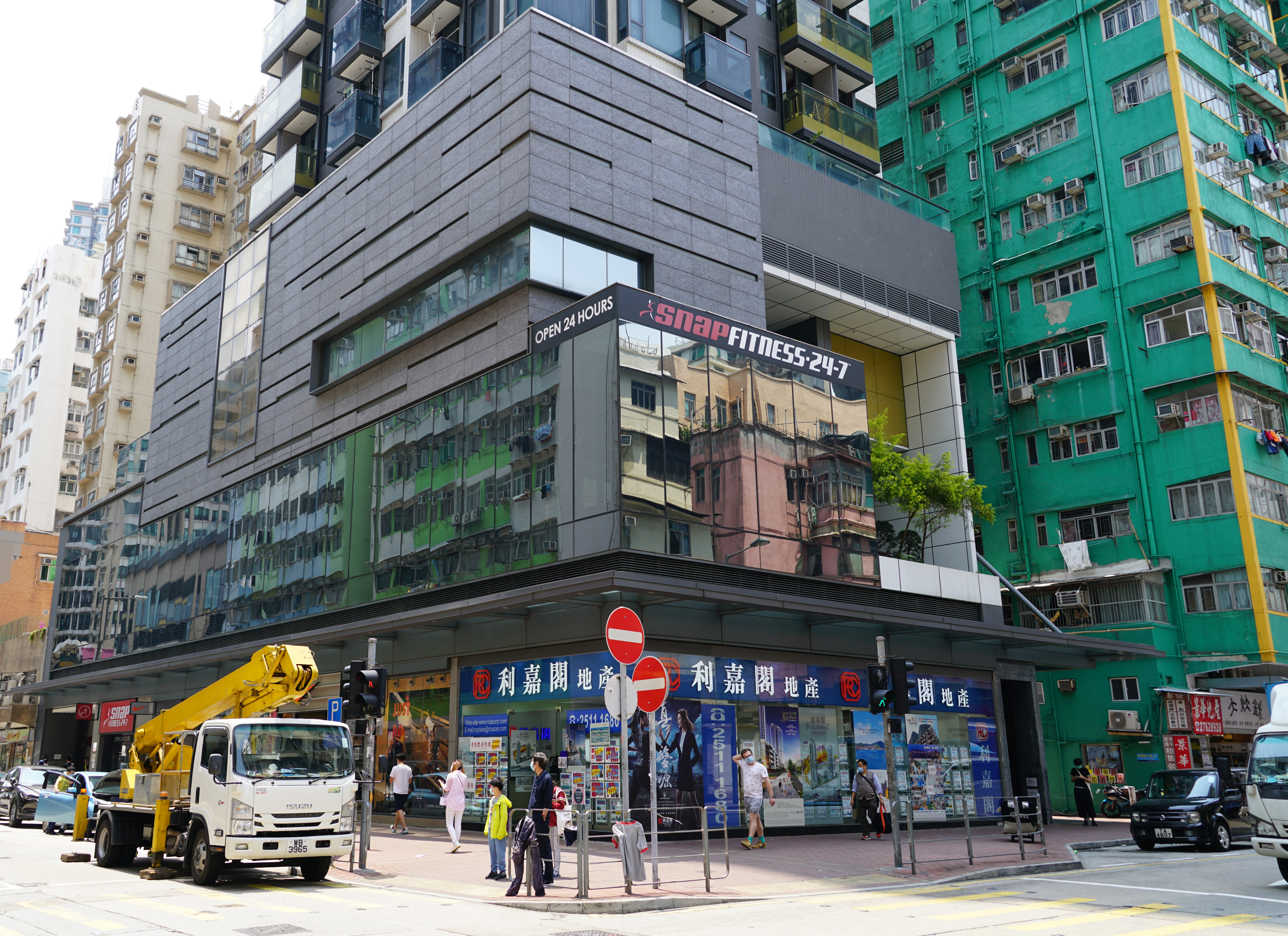
基座商舖，2020年

喜點（英語：My Place），位於香港九龍馬頭涌北帝街123號（北帝街、木廠街交界），是市區重建局及中國海外發展共同發展的單幢式住宅。項目毗鄰港鐵宋皇臺站C出口（事實上它位於北帝街及木廠街交界）。於2015年開售，2016年5月27日入伙，設有168個單位。大樓高24層（不設13、14及24樓），一梯八伙設計，單位實用面積200至300多平方英尺，全部為半開放式或一房佈局。地庫設有10個住客停車位，地面為Nike及利嘉閣地產，一樓為24小時健身室Snap Fitness（但不能通往住宅之一樓保安登記處），二樓為住客會所。

## 發展經過
項目原址為北帝街113-121、121A及123號，建於1950年代的舊樓，土地總面積為776平方（8,350平方英尺）。市區重建局於2008年10月開始，以私人協商方式，收購61個業權。2012年6月，中國海外擊敗其餘6個投標者，奪得這個項目的發展權。其後，新豪建築得到該發展商授權，成為「喜點」的主要承包商。

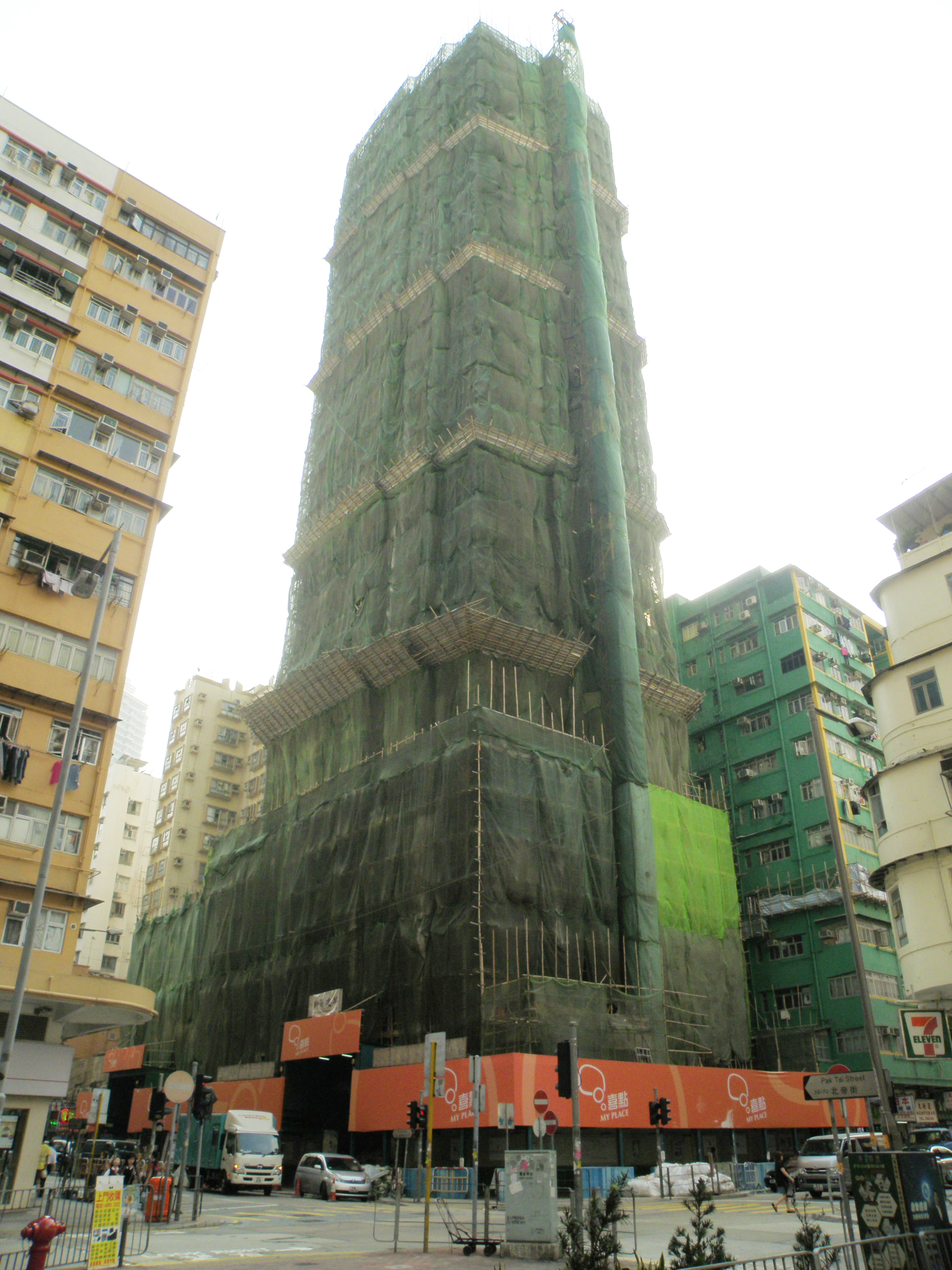
興建中，2015年3月

## 毗鄰
- 傲雲峰

## 外部連結
- 官方网站